# Bhangura
Bhangura (en bengali : ভাঙ্গুড়া) est une upazila du Bangladesh dans le district de Pabna. En 1991, on y dénombrait 81 624 habitants.